# Vitalii Ditkin
Vitalii Arsenievich Ditkin (Bogorodsk (atualmente Noguinsk), Rússia, 2 de maio de 1910 – Moscou, 17 de outubro de 1987) foi um matemático russo.

## Biografia
Vitalii Ditkin estudou na Universidade Estatal de Moscou em 1932—1935, onde obteve em 1938 um doutorado, orientado por Israel Gelfand. De 1943 a 1948 trabalhou no Instituto de Matemática Steklov; de 1948 a 1955 no Instituto de Mecânica de Precisão Engenharia da Computação Lebedev. Em 1949 recebeu o grau de Candidato de Ciências. Em 1955 foi deputado diretor do Dorodnitsyn Computing Centre da Academia de Ciências da Rússia.